# Бил Мар
Бил Мар (на английски: Bill Maher) е американски комик, актьор, писател, продуцент, политически коментатор и телевизионен водещ, носител на награда „Еми“ и номиниран за две награди „Грами“. От 2010 г. има звезда на Холивудската алея на славата.

## Биография
Бил Мар е роден на 20 януари 1956 г. в Ню Йорк. Майка му е еврейка, а баща му римокатолик. Има бакалавърска степен по английски език и история от Корнелския университет от 1978 г. Бивш водещ на късното телевизионно шоу по Комеди Сентръл и Ей Би Си (ABC) „Политически неправилно“ (Politically Incorrect). Води шоуто „На живо с Бил Мар“ (Real time with Bill Maher) по Ейч Би Оу (HBO).

## Възгледи
Бил Мар се самоопределя като либертарианец и е известен със сатиричното си отношение основно към републиканците, които нарича лъжци и лицемери. През 2008 година официално обявява подкрепа за Барак Обама и критикува Маккейн и Сара Пейлин. Той е защитник на животните и привърженик на легализирането на марихуаната и на проституцията и не вярва в институцията на брака. Също така критикува фармацевтичната индустрия и здравното осигуряване. В документалния си филм „Religulous“ (изкуствено създадена дума от religion (религия) и ridiculous (нелеп, абсурден) той осмива всички религии и представя религията като неврологично заболяване, при което мисловният процес е потиснат.